# Schultesianthus megalandrus
Schultesianthus megalandrus là loài thực vật có hoa trong họ Cà. Loài này được (Dunal) Hunz. miêu tả khoa học đầu tiên năm 1977.